# واريان
واريان هي قرية في مقاطعة كرج، إيران. عدد سكان هذه القرية هو 39 في سنة 2006.